# خیریه رونالد مک‌دونالد
خانه‌های رونالد مک‌دونالد (انگلیسی: Ronald McDonald House Charities) سازمان غیرانتفاعی مستقل آمریکایی است که هدف آن ایجاد، پیدا کردن و پشتیبانی از برنامه‌هایی است که به‌طور مستقیم سلامت و رفاه کودکان را بهبود می‌بخشد.